# Castillo de Bodelwyddan
El Castillo de Bodelwyddan, muy cerca del pueblo de Bodelwyddan, cerca de Rhyl, en el condado de Denbighshire en Gales, fue construido alrededor de 1460 por la familia Humphreys de Anglesey como casa solariega. Su asociación más importante ha sido con la familia Williams-Wynn, esta asociación duró más de doscientos años desde 1690. Actualmente es un edificio protegido de Grado II.

## Historia
El castillo fue comprado por Sir William Williams, Speaker de la Cámara de los Comunes desde 1680 a 1681, a los Humphreys. El castillo que hoy se puede ver fue reconstruido entre 1830 y 1852 por Sir John Hay Williams, quien empleó a los arquitectos Joseph Hansom y Edward Welch para reamueblar y ampliar la casa. Sin embargo, la fortuna de la familia Williams había empezado a decaer ya desde los años 1850 debido a la pérdida de la principal fuente de ingresos de las fincas, la extracción de plomo. El castillo se ha descrito como uno de los proyectos más ambiciosos de Hansom. Al mismo tiempo se llevaron a cabo los trabajos de construcción de una valla que rodeara los terrenos y de unos jardines.
En la década de 1880 se llevaron a cabo otros trabajos de reamueblado llevados a cabo por, 7º Barón, que heredó el Castillo de Bodelwyddan. En la I Guerra Mundial la casa se usó como hospital de recuperación para soldados heridos. Durante esa época, los terrenos del castillo fueron usados por los soldados de la base de Kinmel Camp, como lugar de entrenamiento para la guerra de trincheras. Todavía se pueden ver restos de las trincheras.
Para 1920, el coste del mantenimiento del castillo había crecido demasiado, y la familia Williams-Wynn arrendó el castillo al Lowther College, una colegio privado para chicas.

### Lowther College
En 1920 la casa se convirtió en un colegio privado de chicas, el Lowther College. El colegio se fundó en 1896 en Lytahm St. Annes en el condado de Lancashire, por Mrs Florence Morris (posteriormente Lindley). El colegio se mudó a Bodelwyddan como inquilinos de la familia Williams, sin embargo El Lowther College adquirió la propiedad cinco años más tarde, en 1925.
Se cree que el colegio fue una de las primeras escuelas privadas para chicas que tuvo piscina propia. También tiene su propio recorrido de golf. El Lowther College Tableux fue admirado entre la comunidad por su excelencia musical.
Desde 1977 se admitieron chicos. El college cerró en 1982 debido a problemas financieros.